# 科迪利亞灣
科迪利亞灣（英語：Cordelia Bay），是南極洲的海灣，位於南桑威奇群島，處於桑德斯島東部，在1930年由英國研究隊繪入地圖，該海灣由英國海外領土管轄。